# Journey's End (Caamora)
Journey's End is het officieel tweede muziekalbum van de muziekgroep Caamora. Die muziekgroep bestaat uit twee personen: Clive Nolan en Agnieszka Swita. Het muziekalbum bevat de registratie van delen van concerten die gespeeld werden in het kader van de promotie van het She-album. Het is An acoustic anthology, zodat Nolan achter de piano zit en Swita zingt. Af en toe zijn er gastoptredens uit muziekgroepen waar de twee leden eerder of nog mee samenspeelden / samenspelen. Naast de concertregistraties is ook een aantal demo’s opgenomen.

## Gastmusici
- Engeland: Mark Westwood van Neo – gitaar
- Engeland: Christina Booth van Magenta – zang
- Chili: Claudio Momberg (toetsen), José Luis Ramos (basgitaar)
- Bolivia: Gonzalo Paz, Myung Jung (beide gitaar)
- Argentinië: Sebastián Medina (zang, gitaar), Celina berro Madera (zang)
- demos: slagwerker Scott Higham, cellist Hugh MacDowell (ex-Electric Light Orchestra); gitarist Ian Salmon.

## Composities
Cd 1
1. Journey's End (4.10) (studio-opname)
2. So The Music Stops (2.35) (opgenomen in Polen, Katowice, 10 januari 2007)
3. Sacrifice (4.46) (Polen)
4. Covenant Of Faith (3.40) (Polen)
5. Embrace (3.24) (Engeland, 10 november)
6. Shadows Of Fate (4.44) (Engeland)
7. The Bonding (4.30) (Engeland)
8. Mea Culpa (3.40) (Chili, Santiago, 29 november 2006) (van Arena
9. Horizons In Your Eyes (5.07) (Chili)
10. The Eleventh Hour (4.48) (Chili)
11. Judgement (5.15) (Chili)
12. Murder (4.10) (Bolivia, Santa Cruz, 10 mei 2008)
13. Resting Place (6.12) (Bolivia)
14. Invisible (3.47) (Duitsland, Oberhausen, 16 november, 2006)
15. Closer (2.57) (Duitsland)

Cd 2
1. Shadows(5.16) (België, Verviers, Spirit of 66, 19 november 2006)
2. State Of Grace (3.03) (België) (van Arena)
3. Glimmer Of Light (2.45) (België)
4. The Veil (4.29) (Argentinië, Buenos Aires, 4 mei 2008)
5. (I Can See Your) House From Here (3.46) (Argentinië)
6. Salamander (3.08) (Argentinië) (van Arena)
7. Confrontation (6.20) (Argentinië)
8. The Storm (6.13) (demo)
9. Vigil (4.50) (demo)
10. The Hermit (5.04) (demo)
11. In Aeternum (4.49)
12. Grunwald (3.37)
13. Father (4.44)
14. Radiointerview With Darren Redick (18.28)

In Engeland betrof het een concert op een geheime plaats.